# Lixisénatide
Le lixisénatide, vendu sous les noms de marque Lyxumia et Adlyxin, est un médicament de la classe des incrétines utilisé pour traiter le diabète de type 2. 

## Mode d'action
Il s'agit d'un agoniste du récepteur GLP-1 qui augmente la production d' insuline par le pancréas,.

## Usage médical
Il est utilisé avec d’autres médicaments, un régime alimentaire et de l’exercice lorsque ceux-ci ne sont pas suffisants. Le médicament est administré par injection sous la peau.

## Effets secondaires
Les effets secondaires de ce médicament comprennent des nausées, de la diarrhée ou des maux de tête. D'autres effets secondaires peuvent inclure une hypoglycémie ou des réactions allergiques . L'utilisation de ce médicament déconseillée pendant la grossesse.

## Histoire
Le médicament a été approuvé pour un usage médical en Europe en 2013 et aux États-Unis en 2016,. Au Royaume-Uni, un mois de médicaments coûte au NHS environ 58 livre sterling  en 2021. Aux États-Unis, ce montant coûte environ 660 dollars américains. Un médicament combiné est disponible avec l'insuline glargine .